# Ucea
Ucea ist eine Gemeinde im Kreis Brașov in der Region Siebenbürgen in Rumänien. Gemeindesitz ist der Ort Ucea de Jos (deutsch Gasendorf).
Der Ort Ucea de Jos ist auch unter der deutschen Bezeichnung Unter-Utscha und der ungarischen A. Utsa bekannt.

## Geographische Lage

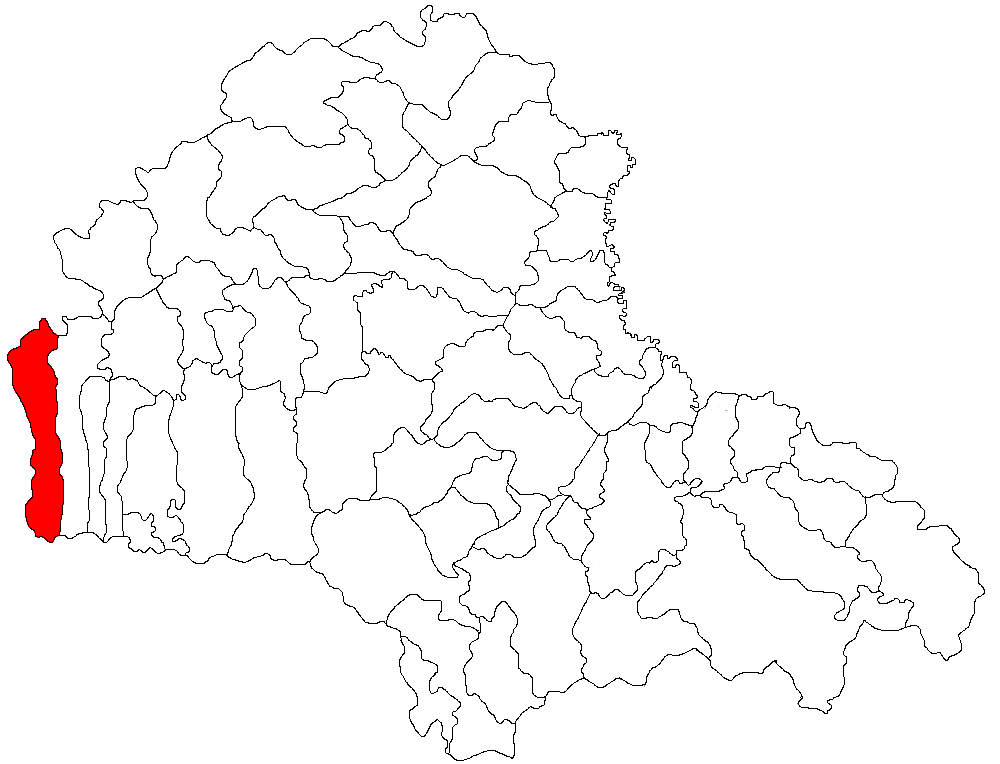
Lage der Gemeinde Ucea im Kreis Brașov

Die Gemeinde Ucea liegt südlich des Siebenbürgischen Beckens in den Nordausläufern der Fogarascher Berge (Munții Făgăraș) im Westen des Kreises Brașov. Am gleichnamigen Bach, ein linker Zufluss des Olt (Alt) und an der Bahnstrecke Avrig–Făgăraș liegt der Gemeindesitz, von der quer durchlaufenden Europastraße 68, acht Kilometer nördlich von der Kleinstadt Victoria (Viktoriastadt). Die Kreishauptstadt Brașov (Kronstadt) befindet sich etwa 92 Kilometer östlich von Ucea de Jos entfernt.

## Geschichte
Die Besiedlung des Gemeindegebietes geht zumindest bis in die Römerzeit zurück, wie durch die Ausgrabungen des Kastells Feldioara, rund 500 m südlich des Dorfes Feldioara, am rechten Ufer des Olt bewiesen hat. Der Ort Ucea de Jos wurde erstmals, nach unterschiedlichen Angaben, 1223 oder 1307 urkundlich erwähnt. Im Königreich Ungarn gehörte die heutige Gemeinde dem Stuhlbezirk Alsóárpás im Fogarascher Komitat, anschließend dem historischen Kreis Făgăraș und ab 1950 dem heutigen Kreis Brașov.
Etwa zwei Drittel der Gemeindefläche werden heute landwirtschaftlich bearbeitet, ein Drittel ist bewaldet. Von den ca. 970 Anwesen der Gemeinde sind fast alle an das Wasserversorgungsnetz angeschlossen. Abwasserkanäle sind nicht vorhanden.

## Bevölkerung
Die Bevölkerung der Gemeinde entwickelte sich wie folgt:
| 1850 | 3.236 | 3.140 | 1     | 20    | 75            |
| 1956 | 3.026 | 2.889 | 5     | 10    | 122           |
| 2002 | 2.115 | 2.041 | 3     | 1     | 70            |
| 2011 | 2.195 | 2.074 | 2 (?) | 2 (?) | 117 (34 Roma) |
| 2021 | 2.084 | 1.824 | -     | -     | 260 (63 Roma) |

Seit der offiziellen Erhebung von 1850 wurde auf dem Gebiet der heutigen Gemeinde die höchste Einwohnerzahl (3438) und gleichzeitig die der Rumänen (3258) und die der Rumäniendeutschen (52) 1900 ermittelt. Die höchste Zahl der Magyaren (132) wurde 1910 und die der Roma (300) wurde 2002 registriert.
Die Hauptbeschäftigung der Bevölkerung ist die Viehzucht und Landwirtschaft.

## Sehenswürdigkeiten
- Das Kastell Feldioara auf dem Areal des eingemeindeten Dorfes Feldioara – von den Einheimischen Cetățea genannt – sind Reste eines römischen Kastells.[8][9] Diese stehen unter Denkmalschutz.[10]